# Phá Vistula

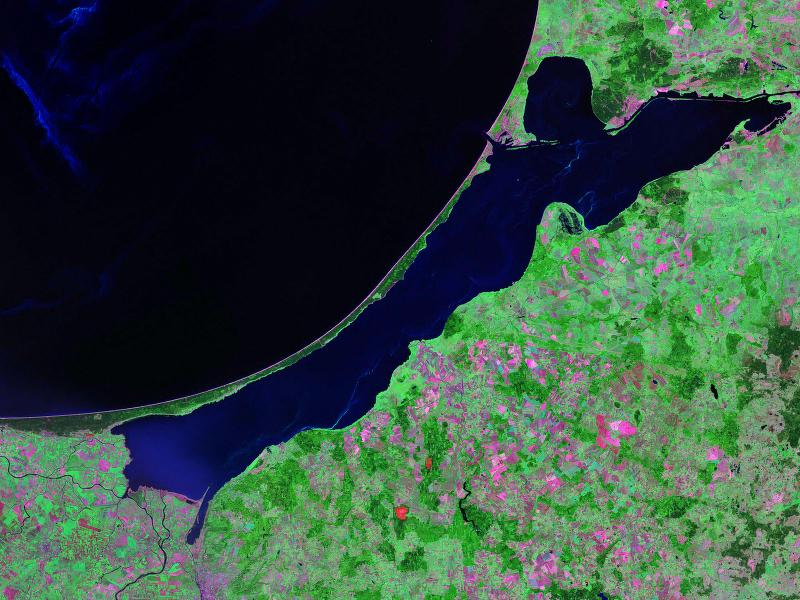
Hình ảnh phá Vistula

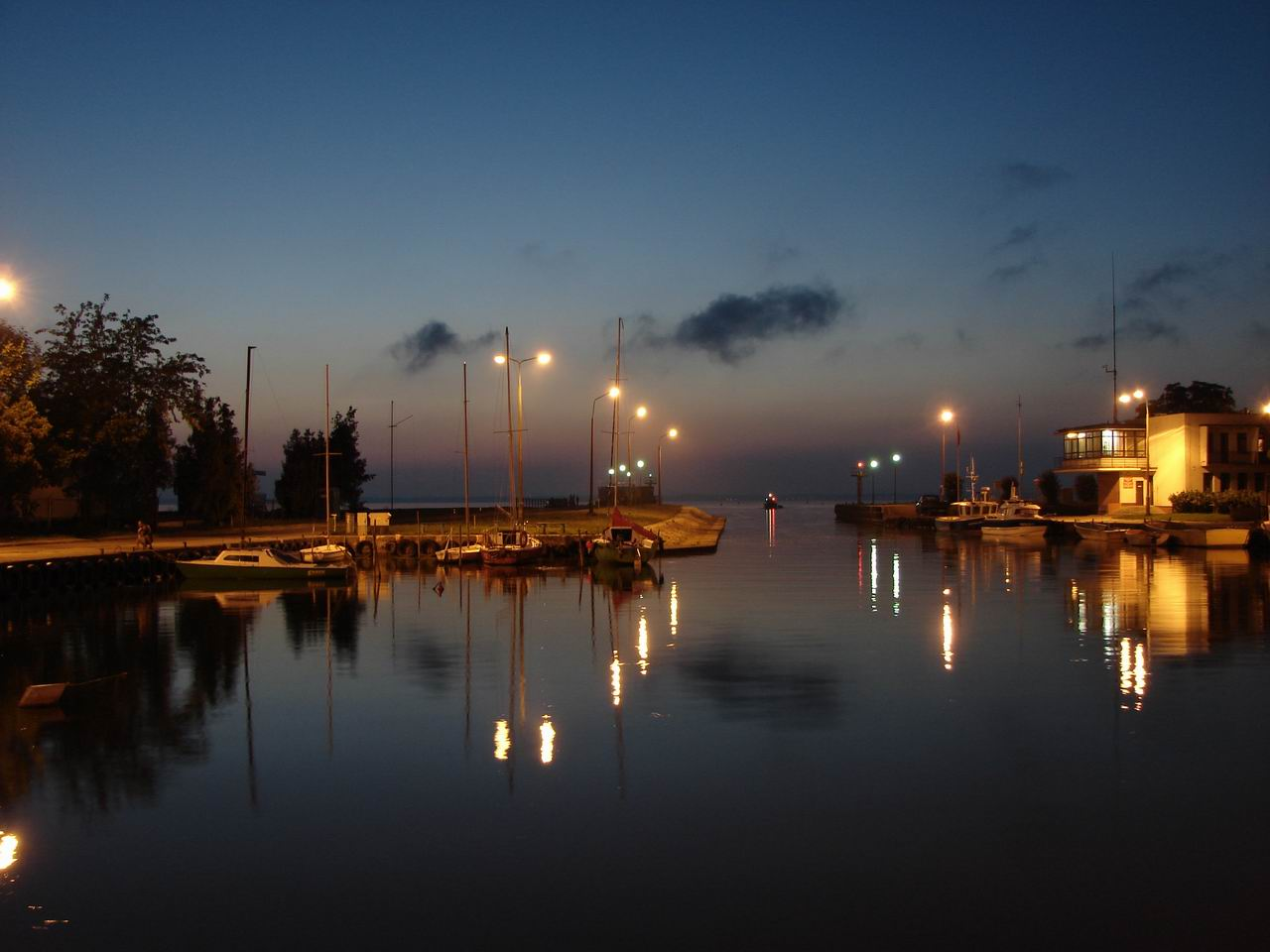
Cảng nhỏ trên phá Vistula ở Frombork, Ba Lan

Phá Vistula (tiếng Ba Lan: Zalew Wiślany; tiếng Nga: Калининградский залив - Kaliningradskiy Zaliv; tiếng Đức: Frisches Haff; tiếng Litva: Aistmarės) là một đầm phá nước lợ trên biển Baltic dài khoảng 56 dặm (90 km), rộng 6-15 dặm (10 đến 19 km) và sâu tới 5 m, ngăn cách với Vịnh Gdańsk bởi mũi nhô Vistula.
Phá Vistula là một cửa sông do nhiều nhánh của sông Wisła hợp lại, nối với Vịnh Gdańsk qua eo biển Baltiysk.
Biên giới Ba Lan–Nga chạy qua phá Vistula.
Phá Vistula là nơi Nga đặt các thành phố Kaliningrad, Baltiysk và Primorsk và Ba Lan xây dựng thị trấn Elbląg, Tolkmicko, Frombork, Krynica Morska. Do tình hình biên giới hiện tại, cảng Elbląg của Ba Lan không còn được nhộn nhịp như trước kia. Kaliningrad và Baltiysk hiện là các cảng biển lớn tọa lạc trên phá Vistula. 

## Lịch sử

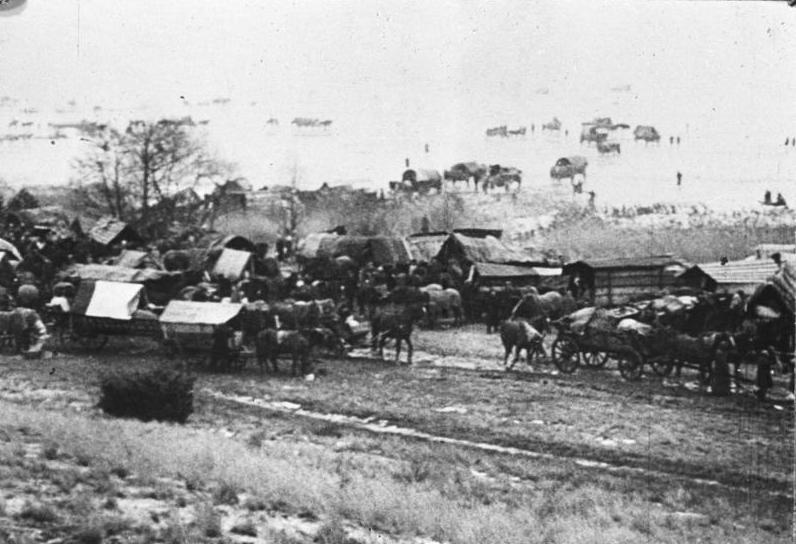
Người tị nạn Đông Phổ sau khi vượt qua phá

Từ năm 1772 đến năm 1918, phá Vistula thuộc Vương quốc Phổ, sau 1871, trở thành một phần của Đế quốc Đức. Khoảng thời gian giữa năm 1920 và 1946, biên giới Đức và Thành phố Tự do Danzig nằm trên phá. Từ năm 1945 đến nay, phần phía đông của pá thuộc về Nga (trước đây là Liên Xô), còn Ba Lan sở hữu 43,8% diện tích phía tây phá. Các khu vực hành chính giáp biên giới Ba Lan là tỉnh Warmian-Masurian, còn Nga là tỉnh Kaliningrad (trước năm 1946 mang tên Königsberg).

### Các sự kiện lịch sử liên quan đến phá Vistula
Từ tháng 1 đến tháng 3 năm 1945, những người tị nạn từ Đông Phổ đi về phía tây, băng qua đầm phá đầy băng giá. Tuy nhiên, Hồng quân đã phục kích sẵn ở gần thành phố Elbing. Bị máy bay chiến đấu Liên Xô tấn công, hàng ngàn người tị nạn đã thiệt mạng.